# Krzysztof Wrocławski

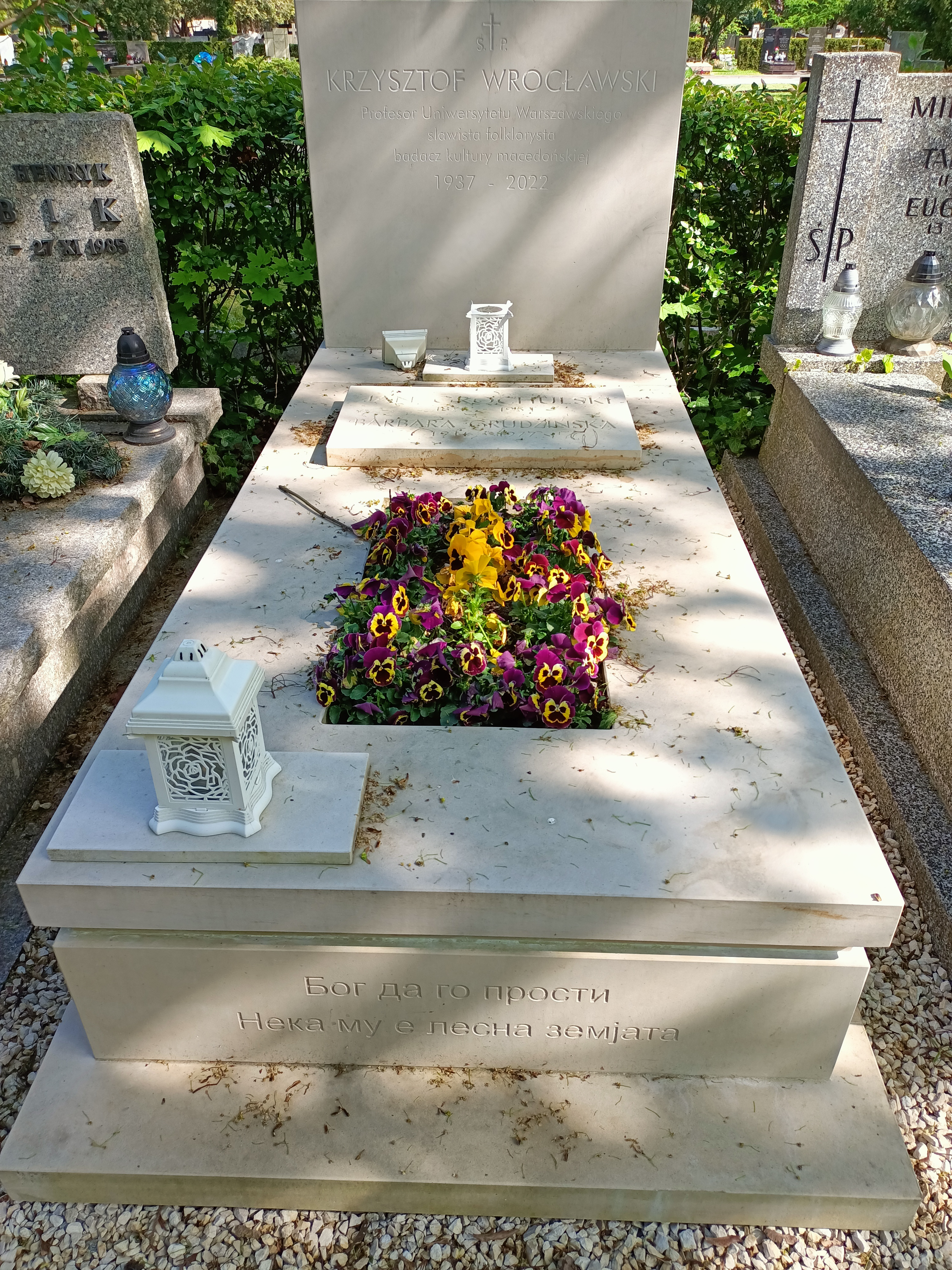
Nagrobek Krzysztofa Wrocławskiego na Cmentarzu Wojskowym na Powązkach

Krzysztof Dominik Wrocławski (ur. 28 września 1937 w Radomiu, zm. 23 czerwca 2022 w Warszawie) – polski slawista folklorysta, kulturoznawca, historyk literatur macedońskiej, serbskiej i chorwackiej, profesor Uniwersytetu Warszawskiego, w latach 1978–1981 dyrektor Instytutu Filologii Słowiańskiej.

## Życiorys
Krzysztof Wrocławski w 1965 ukończył studia w zakresie filologii słowiańskiej na Uniwersytecie Warszawskim. Tamże doktoryzował się (1974) oraz habilitował (1976). W latach 1967–1970 był lektorem języka polskiego na Uniwersytecie w Skopje. Członek Komisji Bałkanistycznej przy Komitecie Słowianoznawstwa PAN oraz Komisji Etnolingwistycznej przy Komitecie Językoznawstwa PAN, członek Międzynarodowego Komitetu Slawistów oraz Towarzystwa Naukowego Warszawskiego. Wśród wypromowanych przez niego doktorów znaleźli się: Joanna Mleczko (2000), Patrycjusz Pająk (2002), Michał Stefański (2004), Magdalena Bogusławska (2004).
Prowadzi badania głównie z zakresu południowosłowiańskiej literatury ustnej i popularnej, kultury współczesnej, związków literackich i kulturowych polsko-słowiańskich. Jest autorem wielu prac poświęconych tej tematyce, a także Polonii w krajach południowosłowiańskich.
Zmarł 23 czerwca 2022 w Warszawie. Pochowany 29 czerwca 2022 na cmentarzu Powązki Wojskowe.
Był żonaty (żona Elżbieta), miał dwie córki.

## Publikacje

### Prace naukowe
- 1978: Z badań nad związkami między południowosłowiańską epiką i prozą ludową
- 1979-1984: Makedonskiot naroden raskažuvač Dimo Stenkoski (tom 1–2)
- 1985: Stosunki etniczne na Bałkanach w świetle kronik Macieja Stryjkowskiego
- 1989: Z badań nad współczesną ludową opowieścią wierzeniową
- 1991: Kategorie centrum i granic w kulturze ludowej
- 1991: Studia o literaturach i folklorze Słowian
- 1992: Polska ballada ludowa na tle słowiańskim. Propozycja ujęcia porównawczego
- 1992: Sporedbena monografija na makedonskoto selo Jablanica i polskoto selo Pjentki-Grenzki (tom 3, współautor)
- 2003: Polacy w Bośni, Polacy o Bośni (współautor)

### Inne
- 1981: Samowiły i pasterze
- 1985: O Bogu, Jego sługach i diabelskich sztuczkach. Setnik legend południowej Słowiańszczyzny
- 1991: List z nieba, czyli epistoła o niedzieli
- 2015: Powroty do przeszłości : zeszyt z lat 1950-1954 : z tarczą Chałubińszczaka przez lata stalinizmu

## Odznaczenia
- Krzyż Kawalerski Orderu Odrodzenia Polski – 2005[4]
- Medal Zasługi Republiki Macedonii Północnej – Macedonia Północna, 2024 (pośmiertnie)[5]

## Wyróżnienia
W 2000 otrzymał tytuł doktora honoris causa Uniwersytetu Świętych Cyryla i Metodego w Skopje